# Poder calorífico
El poder calorífico es la cantidad de energía por unidad de masa o unidad de volumen de materia que se puede desprender al producirse una reacción química de oxidación.   
El poder calorífico expresa la energía que puede liberar la unión química entre un combustible y el comburente y es igual a la energía que mantenía unidos los átomos en las moléculas de combustible (energía de enlace), menos la  energía utilizada en la formación de nuevas moléculas en las materias (generalmente gases) formadas en la combustión.

## Evaluación del poder calorífico
Puede evaluarse de varios modos:
- energía/masa de combustible (kJ/kg)
- energía/volumen de combustible (kJ/m³)
- energía/mol de combustible (kJ/mol)

## Tipos de poder calorífico
En realidad, el poder calorífico de cada combustible tiene siempre el mismo valor, sin embargo, en la práctica común se han definido dos valores:  poder calorífico superior (abreviadamente, PCS) y poder calorífico inferior (abreviadamente, PCI).
La mayoría de los combustibles usuales son compuestos de carbono e hidrógeno, que al arder se combinan con el oxígeno del aire formando dióxido de carbono (CO2) y agua (H2O) respectivamente. Cuando se investigó científicamente el proceso de la combustión, se consideró que para el buen funcionamiento de las calderas donde se producía, era necesario que los gases quemados salieran por el conducto de humos a una cierta temperatura mínima para generar el tiro térmico necesario para un buen funcionamiento. Esta temperatura está por encima de los 100 °C, por lo que el agua producida no se condensa, y se pierde el calor latente o calor de cambio de estado, que para el agua es de 2261 kJ (540 kilocalorías) por kg de agua, por lo que se definió el poder calorífico inferior, para que las calderas tuvieran, aparentemente, unos rendimientos más alentadores.
Por ello, se usó la denominación poder calorífico superior para el calor verdaderamente producido en la reacción de combustión y poder calorífico inferior para el calor realmente aprovechable, el producido sin tener en cuenta la energía de la condensación del agua y otros procesos de pequeña importancia.
Cuanto mayor sea la cantidad relativa de hidrógeno en la composición química del combustible, mayor diferencia (también relativa) habrá entre los dos calores definidos.
La mayor parte de las calderas y los motores suelen expulsar agua en forma de vapor, y sus rendimientos se evalúan a partir del PCI. Esta costumbre se debe a que la mayoría de los combustibles tenían trazas de azufre, que oxidado y combinado con el agua condensada forma ácidos corrosivos (sulfuroso y sulfúrico), cosa que se evita con temperaturas de los gases expulsados por encima de los 100 °C.
Actualmente existen calderas que aprovechan el calor de condensación, con rendimientos mucho más altos que las tradicionales; son superiores al 100 % del PCI, pero, por supuesto, siempre inferiores al 100 % del PCS. Sin embargo, para condensar el vapor, no pueden calentar el agua a más de a unos 70 °C, lo que limita sus usos y además, solamente pueden usarse con combustibles totalmente libres de azufre (como la mayoría de los gases combustibles), para evitar condensaciones ácidas; por falta de temperatura suficiente y, por lo tanto, por falta de tiro térmico, en estas calderas la evacuación de los gases debe hacerse por medio de un ventilador.

### Poder calorífico superior
Es la cantidad total de calor desprendido en la combustión completa de una unidad de masa de combustible cuando el vapor de agua originado en la combustión está condensado y, por consiguiente, se tiene en cuenta el calor desprendido en este cambio de fase.
El poder calorífico de una muestra de combustible se mide en una bomba calorimétrica. La muestra de combustible y un exceso de oxígeno se inflama en la bomba y tras la combustión, se mide la cantidad de calor. La bomba se enfría con este fin a temperatura ambiente. Durante dicho enfriamiento, el vapor de agua se condensa y este calor de condensación del agua está incluido en el calor resultante.

### Poder calorífico inferior
Es la cantidad total de calor desprendido en la combustión completa de una unidad de masa de combustible sin contar la parte correspondiente al calor latente del vapor de agua generado en la combustión, ya que no se produce cambio de fase, y se expulsa como vapor. Es el valor que interesa en los usos industriales, por ejemplo hornos o turbinas, en los que los gases de combustión que salen por la chimenea o escape están a temperaturas elevadas, y el agua en fase vapor no condensa.